# Julens alla bak
Julens alla bak är ett svenskt matlagningsprogram som hade premiär på TV4 den 16 december 2020. Den första säsongen bestod av två avsnitt. Den andra säsongen också den bestående av två avsnitt hade premiär på samma kanal den 13 december 2022. Den tredje säsongen har premiär på TV4 och TV4 Play den 12 december 2023.

## Handling
I programmet lär bakproffsen Johan Sörberg och Tina Nordström ut sina bästa tips och metoder för att lyckas med julbaket.

## Medverkande (i urval)
- Johan Sörberg
- Tina Nordström